# Salsa marinara

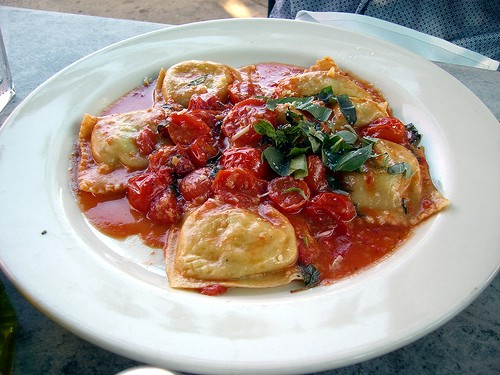
Un plato de ravioli ala marinara.

La salsa marinara o salsa marinera es una salsa roja italiana que suele hacerse con tomate, ajo, hierbas (como la albahaca) y cebolla. Sin embargo, existen muchas variantes, algunas de las cuales añaden alcaparras, aceitunas y distintas especias.
En la cocina italiana tradicional se emplea esta salsa para dar sabor a pastas, arroces, marisco y pizzas. Recientemente, se ha empleado en la cocina estadounidense como salsa para mojar otras recetas, como los palitos de mozzarella.

## Origen
La salsa marinara fue inventada por cocineros a bordo de barcos napolitanos a mediados del siglo XVI, después de que los españoles introdujeran el tomate (un fruto del México) en Europa. Esta salsa sin carne era fácil de hacer y tardaba en estropearse gracias al alto contenido ácido de los tomates, lo que la hacía ideal para los largos viajes marítimos, siglos antes de la invención de métodos de refrigeración adecuados.